# Vocabulário ortográfico da língua portuguesa
Um vocabulário ortográfico da língua portuguesa (VOLP) é um levantamento de palavras existentes na língua portuguesa, com indicação da sua grafia e informações adicionais sobre a sua prosódia, ortoépia, classe gramatical, formas irregulares de feminino e plurais, etc.
Ao longo do século XX foram publicadas diversas edições diferentes de vocabulários ortográficos de autoria de diferentes linguistas e filólogos, portugueses e brasileiros, e também por organizações, como a Academia das Ciências de Lisboa e a Academia Brasileira de Letras.
O Acordo Ortográfico da Língua Portuguesa determina a publicação de um Vocabulário Ortográfico Comum da Língua Portuguesa (VOCLP), que, uma vez concluído, será o vocabulário oficial da língua portuguesa, válido para todos os países que têm o português como língua oficial. Esse vocabulário oficial (VOCLP) encontra-se em fase de elaboração. O VOLP faz parte do VOCLP desde a publicação de sua sexta edição, em 2017. 
No momento, enquanto o vocabulário oficial comum não é concluído, existem diversos vocabulários ortográficos não oficiais, elaborados em Portugal e no Brasil, com variado grau de aceitação e prestígio junto à população:
- Portugal: Gonçalves Viana. Vocabulário ortográfico e remissivo da língua portuguesa, Paris, Aillaud, Lisboa, Livraria Bertrand, 1912
- Portugal: Academia das Ciências de Lisboa. Vocabulário ortográfico da língua portuguesa, Lisboa, Imprensa Nacional, 1940
- Brasil: Antenor Nascentes. Vocabulário Ortográfico do idioma Nacional - Rio de Janeiro, 1941
- Brasil: Academia Brasileira de Letras. Pequeno vocabulário ortográfico da língua portuguesa, 1943
- Portugal: Rebelo Gonçalves. Vocabulário da Língua Portuguesa, Coimbra, Coimbra Editora, 1966
- Brasil: Academia Brasileira de Letras. Vocabulário Ortográfico da Língua Portuguesa, de autoria de Houaiss, Rio de Janeiro, Bloch Editores, 1981
- Brasil: Academia Brasileira de Letras. Vocabulário Ortográfico da Língua Portuguesa, 5ª edição, 2009.
- Portugal: Instituto de Linguística Teórica e Computacional. Vocabulário Ortográfico do Português, sob coordenação de Margarita Correia, 2010
- Portugal: Academia das Ciências de Lisboa. Vocabulário Ortográfico Atualizado da Língua Portuguesa, 2012[4][5]

Além dessas obras de referência, foram também publicadas ao longo das últimas décadas numerosas versões abreviadas, designadamente vocabulários ortográficos resumidos ou pequenos vocabulários ortográficos, para além de uma miríade de prontuários ortográficos.

## Acordo Ortográfico de 1990 e o Vocabulário Ortográfico Comum da Língua Portuguesa (VOCLP)
A entrada em vigor das novas normas resultantes da aplicação do Acordo Ortográfico de 1990 obriga a elaboração de um Vocabulário Ortográfico Comum da Língua Portuguesa (VOCLP), que será o vocabulário oficial para todos os países lusófonos uma vez concluído. A esse propósito o próprio texto do Acordo, no seu artigo 2.º, determina:
| “ | Os Estados signatários tomarão, através das instituições e órgãos competentes, as providências necessárias com vista à elaboração, até 1 de Janeiro de 1993, de um vocabulário ortográfico comum da língua portuguesa, tão completo quanto desejável e tão normalizador quanto possível, no que se refere às terminologias científicas e técnicas. | ” |
|   | — Acordo Ortográfico de 1990. |   |

Em 2005, em parecer enviado ao Instituto Camões, a Academia das Ciências de Lisboa, pela mão de João Malaca Casteleiro, confirmou a necessidade da elaboração de um vocabulário comum: «No Acordo Ortográfico de 1990 está prevista a publicação de um "Vocabulário Ortográfico Unificado da Língua Portuguesa" [sic - na verdade, o nome é Vocabulário Ortográfico Comum da Língua Portuguesa]", o qual constituirá um instrumento de consulta e de resolução de dúvidas, que a aplicação de qualquer Acordo sempre levanta».
No mesmo parecer, Malaca Casteleiro declarou que a Academia das Ciências de Lisboa estava preparada e disponível para efectuar num prazo de seis meses (ou seja até meados de 2006) uma primeira versão e proposta de vocabulário, com cerca de 400 mil entradas. O afastamento de Malaca Casteleiro do cargo de presidente do Instituto de Lexicologia e Lexicografia da ACL, na sequência da controvérsia que envolveu a revisão do Dicionário da Língua Portuguesa Contemporânea e a associação do académico a uma editora comercial para publicação de dois dicionários, viria a gorar esse projecto.
Com a entrada em vigor do Acordo Ortográfico no Brasil no início de 2009, em 18 de março, a Academia Brasileira de Letras procedeu à atualização da grafia do seu Vocabulário Ortográfico da Língua Portuguesa, extraoficial, com 349.737 palavras. A atualização das palavras fora feito por uma equipe chefiada pelo filólogo Evanildo Bechara. À época, o académico brasileiro afirmou que, para a elaboração desse vocabulário, não haviam sido consultados especialistas portugueses, e que aquele «VOLP, portanto, é brasileiro, e os outros países de língua portuguesa poderão criar o seus».
Em Portugal, em janeiro de 2010 foi publicado no Portal da Língua Portuguesa o Vocabulário Ortográfico do Português, com cerca de 150 mil entradas com informação flexional e derivacional, de forma a responder a dúvidas frequentes com a formação de plurais e conjugação de verbos. A obra foi apoiada e financiada pelo Fundo da Língua Portuguesa, sob a alçada de quatro ministérios portugueses, desenvolvido no Instituto de Linguística Teórica e Computacional, em Lisboa, sendo uma revisão, ampliação e adaptação da base de dados MorDebe. O projeto foi coordenado por Margarita Correia, professora da Faculdade de Letras da Universidade de Lisboa, contando com um número alargado de consultores de diversas instituições científicas portuguesas.
Por seu lado, a Academia das Ciências de Lisboa anunciou uma nova edição extraoficial do Vocabulário da Língua Portuguesa, com os neologismos de uso corrente generalizado, incorporados no léxico comum em Portugal ao longo dos últimos quarenta anos. Tal edição será feita observando as regras do Acordo Ortográfico de 1990 e contará com a supervisão científica dos professores catedráticos Maria Helena da Rocha Pereira e Aníbal Pinto de Castro, com a responsabilidade editorial entregue à Imprensa Nacional-Casa da Moeda. Artur Anselmo, que substituiu Malaca Casteleiro à frente do Instituto de Lexicologia e Lexicografia da ACL, explicou que seria um Vocabulário resumido, com cerca de 60 a 70 mil entradas, tendo por base o Vocabulário de Rebelo Gonçalves. O texto seria entregue para impressão em princípio de outubro de 2009 e a publicação estaria nas bancas no fim do mesmo ano. Artur Anselmo explicou que, para a elaboração posterior do vocabulário oficial (o VOCLP, mencionado no texto do Acordo Ortográfico de 1990), «os diversos países signatários terão depois de se entender».
Nenhum desses vocabulários ortográficos (da Academia Brasileira de Letras, da Academia das Ciências de Lisboa, do ILTEC português, etc.) tem, porém, caráter oficial. O Acordo Ortográfico de 1990, que já tem força de lei no Brasil mas não em Portugal, sendo usado apenas por ordem administrativa dos órgãos do Estado e por aqueles que, livremente, a ele quiserem aderir, determina a publicação de um Vocabulário Ortográfico Comum da Língua Portuguesa (VOCLP), que será o vocabulário oficial da língua portuguesa, válido para todos os países que têm o português como língua oficial, tão logo concluído. O Vocabulário Ortográfico Comum da Língua Portuguesa tem previsão de conclusão para 2017.